# Éric Fraj
Pour les articles homonymes, voir Fraj.
Éric Fraj, né à Bailleul en décembre 1956, est un auteur-compositeur et interprète, chantant en occitan, en castillan, en catalan et en français.

## Biographie
Descendant d'immigrants espagnols, agrégé d'espagnol et de philosophie, il commence sa carrière musicale à Bordeaux en 1971.  
Chantant des poèmes de grands auteurs comme Joan Bodon, André du Pré ou José Manuel Caballero Bonald, qu'il met en musique à la guitare, et parfois ses textes, sa musique s'oriente vers des couleurs méditerranéennes[Quoi ?] et sa voix emprunte au chant lyrique. Il vit dans la région toulousaine. Il a également créé de nombreux spectacles.
Différents musiciens l'accompagnent sur scène, dont Jean-Raymond Gélis et Guillaume Lopez, avec lequel il entretient une complicité artistique régulière.
En 2022, il reçoit le titre de Maître ès jeux de l'Académie des Jeux floraux.

## Œuvre

### Discographie
- Subrevida (1978)
- Cantaré
- Transits (1998)
- In Extremis (1993, Nord-Sud/Paratge)
- Aranca-me (2002, Nord-Sud/Paratge)
- Fat e Fols (2010)
- Pep El Mal (2014)
- Gao (2020)
- La Vida (2022, Tròba Vox, album 3 CD, 50 titres)[4]

### Ouvrages
Il est l’auteur d'un récit étrange et poétique, écrit à la fois en occitan et en français, intitulé Liens. 
Il est aussi traducteur de l'espagnol, du catalan et de l'occitan. Il a également traduit des romans de Robert Marty pour IEO éditions. 
- Liens (bilingue occitan-français), 2005.
- Quel occitan pour demain? (bilingue occitan-français), éditions Reclams, 2013.